# Макинтайр, Шемас

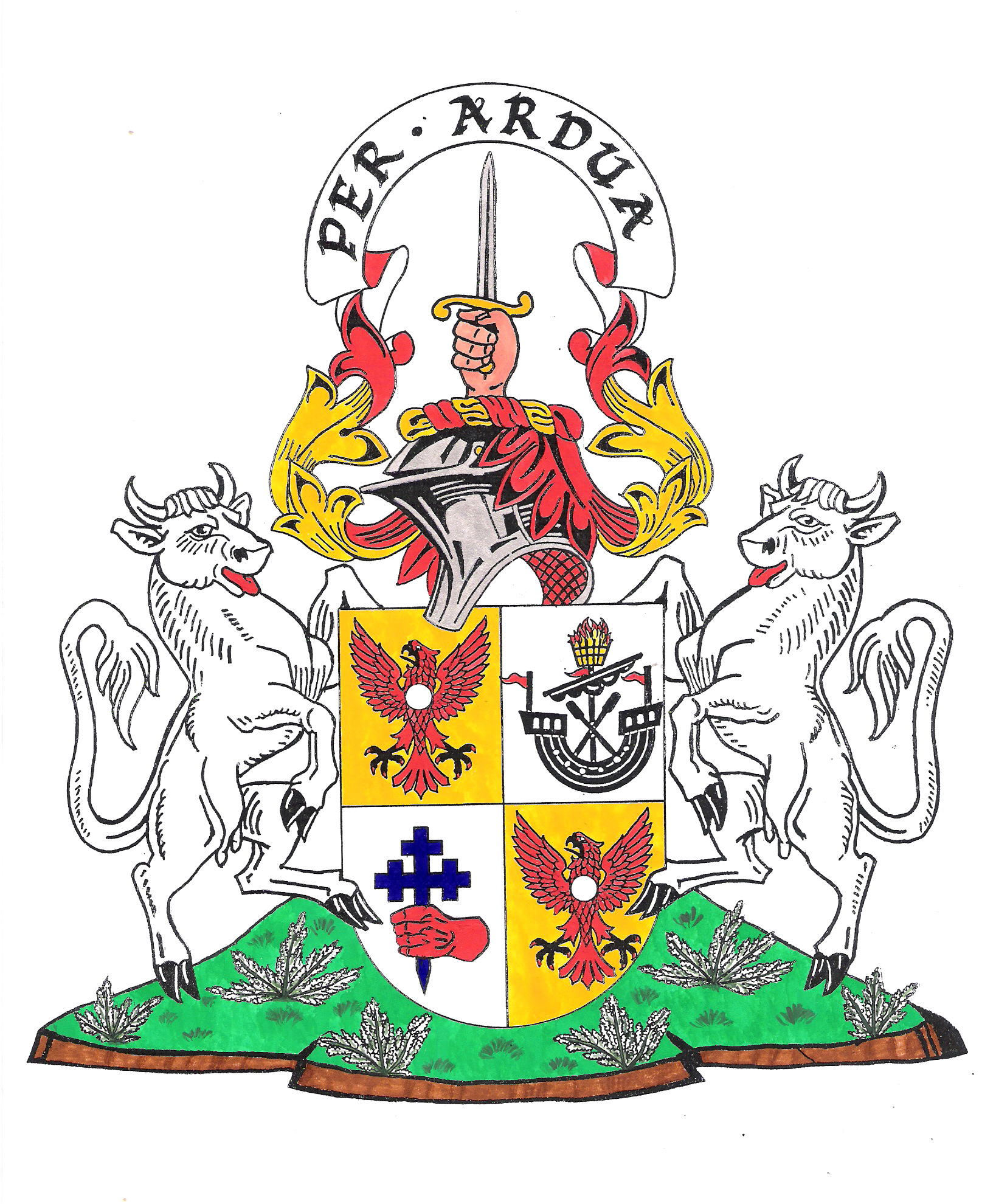
Герб клана Макинтайр из Гленно

Джеймс Макинтайр из Гленно или Шемас Макинтайр (англ. James MacIntyre) (ок. 1727—1799) — третий вождь клана Макинтайр имени Глен Но. Шотландский поэт. Известен своей едкой сатирой на Доктора Сэмюэля Джонсона, который позволил себе пренебрежительное высказывание в адрес шотландцев во время своего визита на Гебриды.
Родился около 1727 года в Глене Но. Получил юридическое образование. Имел репутацию хорошего юриста и поэта.
Макинтайр питал большой интерес к гэльскому языку и был членом кружка учёных, организовавших в 1771—1776 годы «Общество по возрождению языка», которое занималось составлением первого в истории «Гэльского словаря». Часть этой работы была опубликована только в 1986 году.
Джеймс Макинтайр испытывал большое уважение к Доктору Сэмюэлю Джонсону, автору знаменитого «Словаря», который был издан в 1755 г. Однако в начале 1770-х годов, узнав о пренебрежительном отношении того к Шотландии и гэльскому языку, сочинил несколько критических стихотворений в адрес своего бывшего кумира, самое знаменитое из которых «Песня для доктора Джонсона» имеется теперь в русском переводе с шотландского гэльского, выполненном Е. Витковским. Он также перевёл биографическое эссе о шотландском поэте (см. ссылки ниже).